# Банк Сина
Банк Сина (перс. بانک سینا‎) — частное иранское финансовое учреждение, предоставляющее широкий спектр банковских услуг, включая розничное, коммерческое и инвестиционное обслуживание. Основан в 1985 году в рамках государственной программы приватизации банковского сектора. Головной офис банка находится в Тегеране, а сеть отделений охватывает всю территорию Ирана. В структуру банка входит 253 отделения, в которых работают 1998 сотрудников. Акции банка котируются на Тегеранской фондовой бирже, и он входит в число восьми крупнейших частных банков страны. По состоянию на текущий момент банк занимает 64-е место среди крупнейших компаний Ирана.

## История
В 1985 году Фонд обездоленных (Боньяд-э мостазафан) создал финансовое учреждение «Боньяд» на базе своих активов. В 2007 году руководство фонда приняло решение преобразовать его в частный банк. С этой целью был направлен запрос в Центральный банк Исламской Республики Иран на получение разрешения на преобразование финансовой организации в банк. В 2008 году Центральный банк удовлетворил этот запрос, и учреждение начало функционировать под названием «Банк Сина». Фонд обездоленных по-прежнему остается крупнейшим акционером банка.

## Деятельность
Банк «Сина», изначально функционировавший как финансовая компания «Боньяд», стал одним из первых частных кредитных учреждений в Иране. В 2007 году банк был приватизирован, а в 2009 году его акции размещены на Тегеранской фондовой бирже. Сегодня банк работает на всей территории страны через сеть из 253 отделений. Следует отметить, что в 2010 году санкции Европейского союза против иранских банков оказали влияние на его деятельность. Несмотря на это, банк продолжает предоставлять широкий спектр услуг. В их числе — открытие и ведение текущих и срочных счетов для физических и юридических лиц, валютные операции, синдицированное кредитование, казначейское обслуживание, финансовое консультирование и электронные банковские услуги.

## Социальная ответственность
Помимо своей основной деятельности, банк «Сина» участвует в реализации социально значимых проектов. В частности, он оказывает помощь пострадавшим от природных катастроф и содействует в приобретении медицинского оборудования для больниц в экономически неблагополучных регионах страны.